# Șirul Sugălete
Șirul Sugălete este un ansamblu de monumente istorice aflat pe teritoriul municipiului Bistrița.
Cele 13 clădiri datează din secolele XV-XVI și se numără între cele mai tipice construcții din epoca de tranziție de la stilul gotic la cel renascentist din Transilvania. Sugăletele sunt formate din mai multe clădiri etajate, legate între ele prin niște intrări spațioase ce formează o galerie cu 20 de bolți ce se sprijină pe 21 de pilaștri.
Ansamblul este format din următoarele monumente:
- Parohia evanghelică C.A. (cod LMI BN-II-m-A-01459.01)
- Casa adunării preoților "Kapitelhaus" (cod LMI BN-II-m-A-01459.02)
- Casa Petermann (cod LMI BN-II-m-A-01459.03)
- Casă (cod LMI BN-II-m-A-01459.04)
- Casă (cod LMI BN-II-m-A-01459.05)
- Casă (cod LMI BN-II-m-A-01459.06)
- Casă (cod LMI BN-II-m-A-01459.07)
- Casă (cod LMI BN-II-m-A-01459.08)
- Casă (cod LMI BN-II-m-A-01459.09)
- Casă (cod LMI BN-II-m-A-01459.10)
- Casă (cod LMI BN-II-m-A-01459.11)
- Casă, azi Galeriile de artă și atelierele UAP - Filiala Bistrița (cod LMI BN-II-m-A-01459.12)

## Imagini

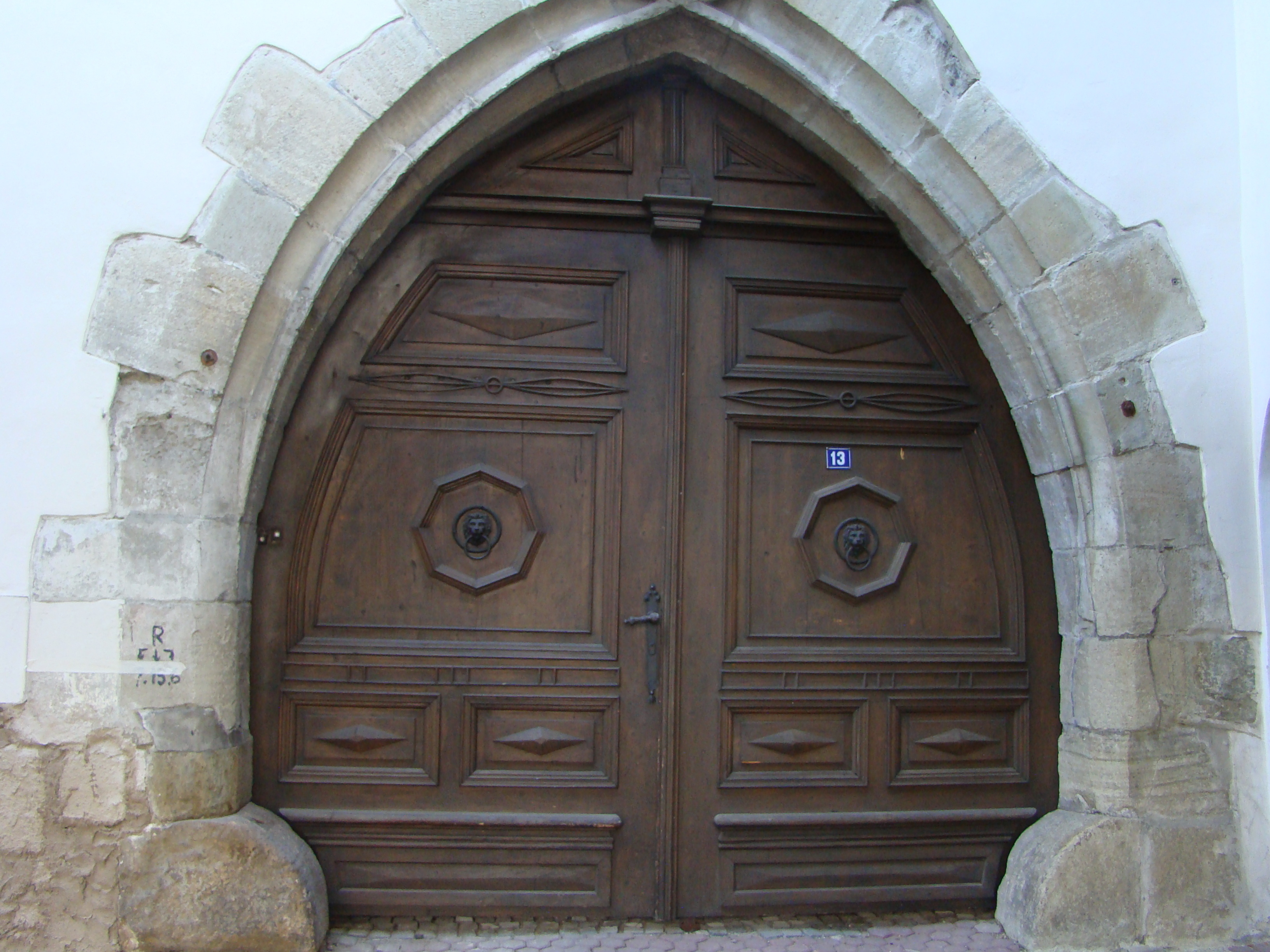
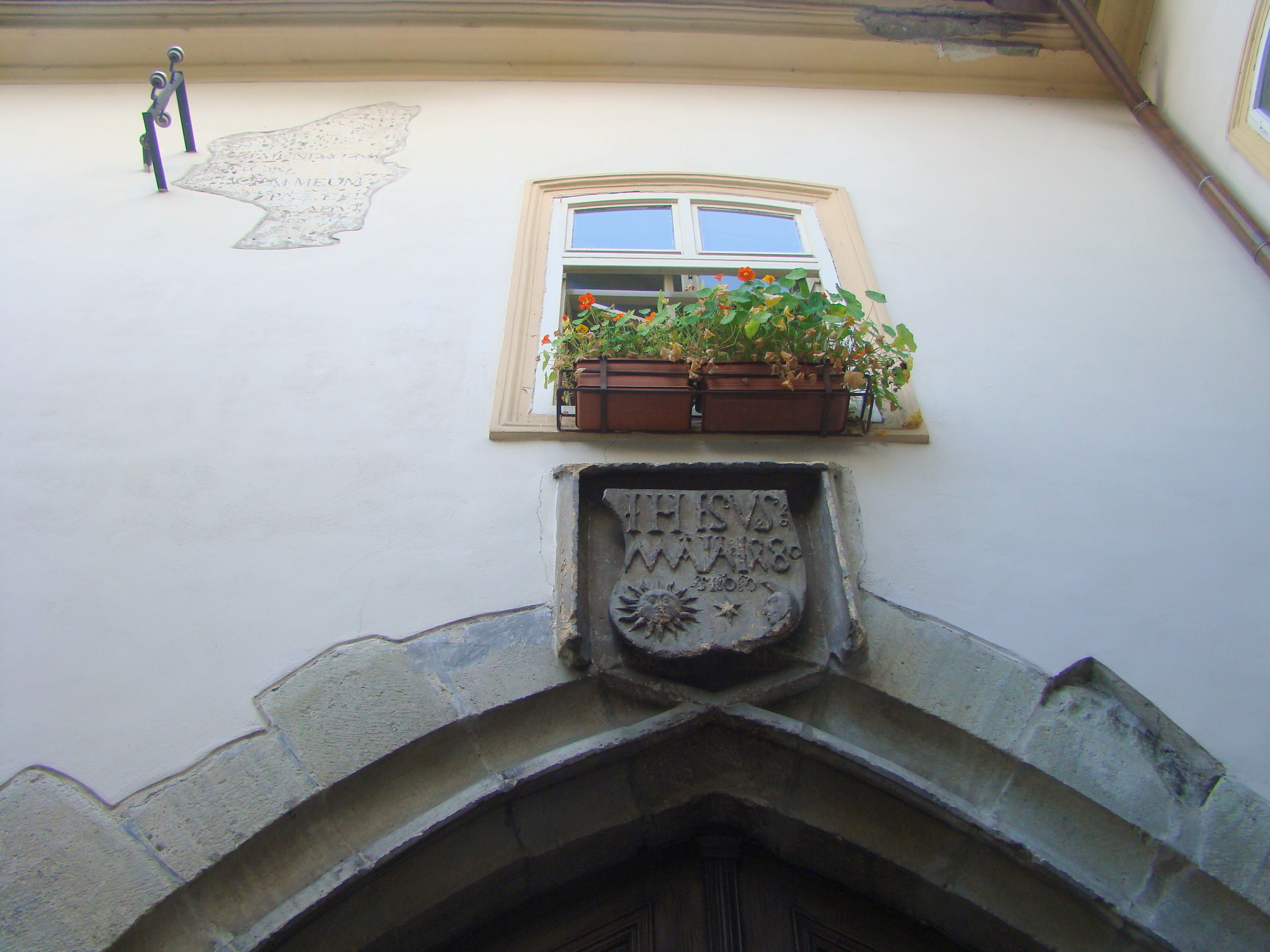
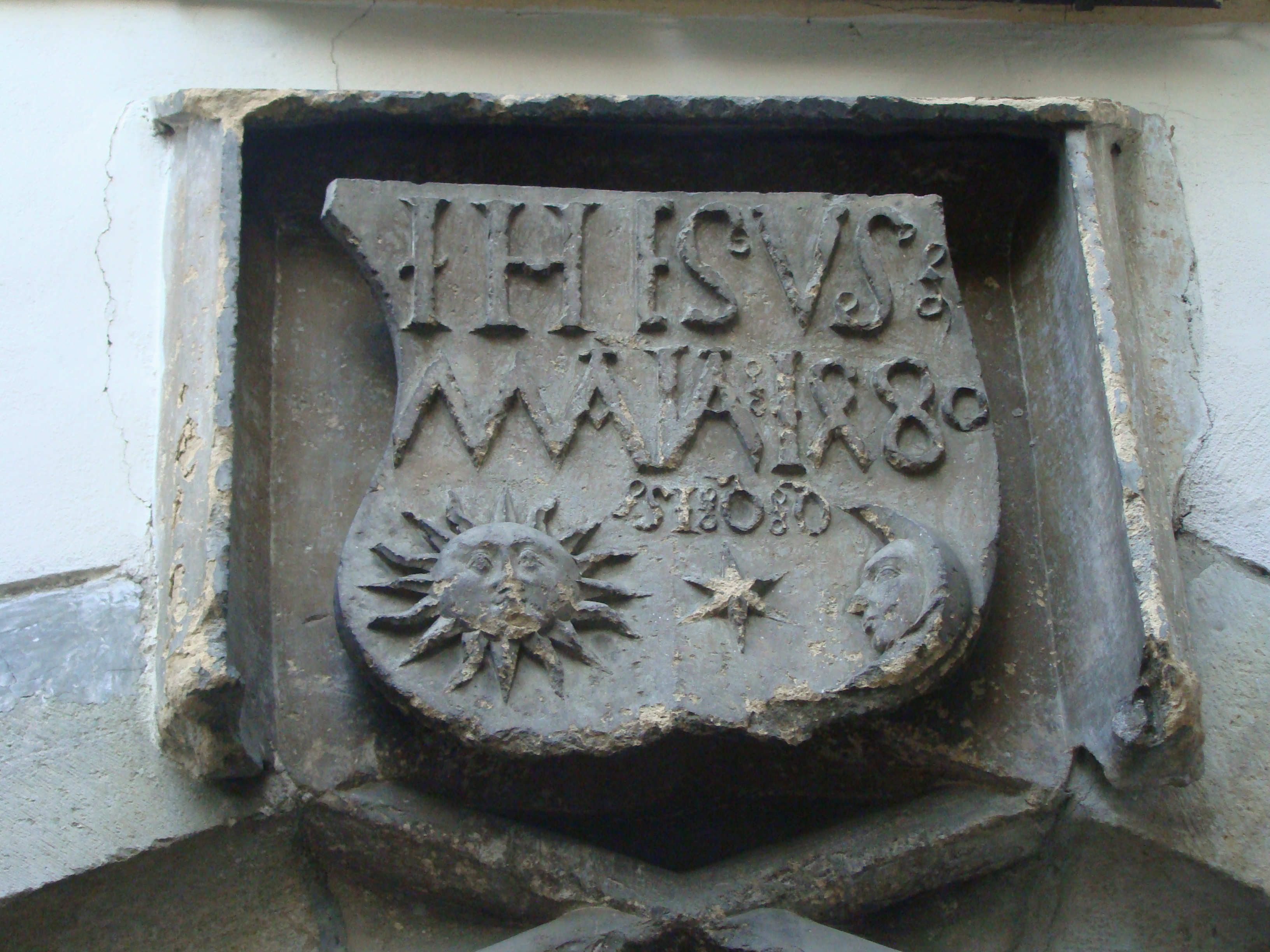
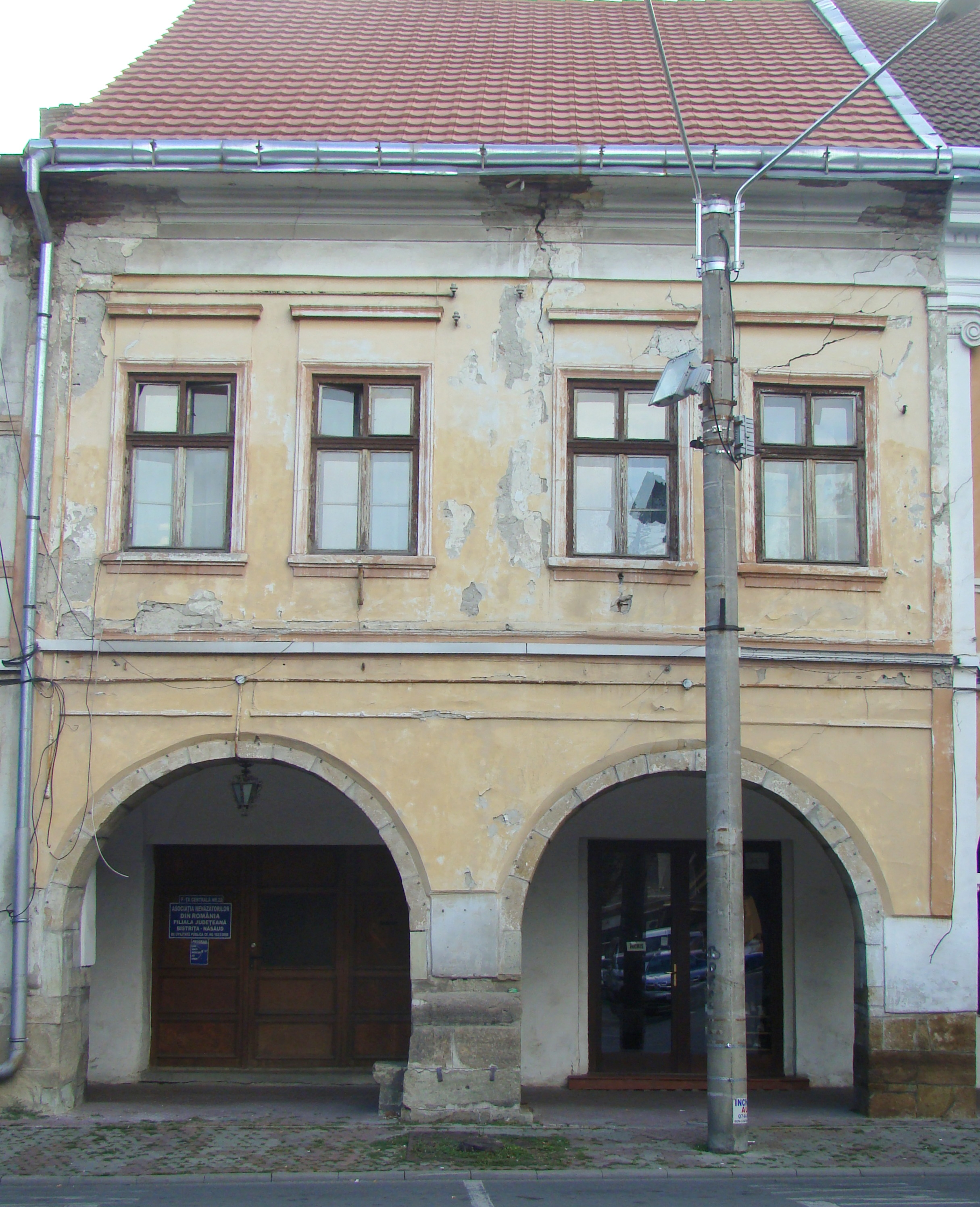